# Enotska funkcija
Enótska fúnkcija je v teoriji števil popolnoma multiplikativna funkcija pozitivnih celih števil definirana kot:
{\displaystyle \varepsilon (n)={\begin{cases}1;&n=1,\\0;&n\neq 1.\end{cases}}\!\,}
Funkcija se imenuje enotska, ker je nevtralni element za Dirichletovo konvolucijo.
Lahko se jo opiše kot »indikatorska funkcija za 1« znotraj množice pozitivnih celih števil. Označuje se tudi kot u(n) (kar se ne sme zamenjevati z μ(n), npr. Möbiusovo funkcijo).